# Edward Whitacre, Junior

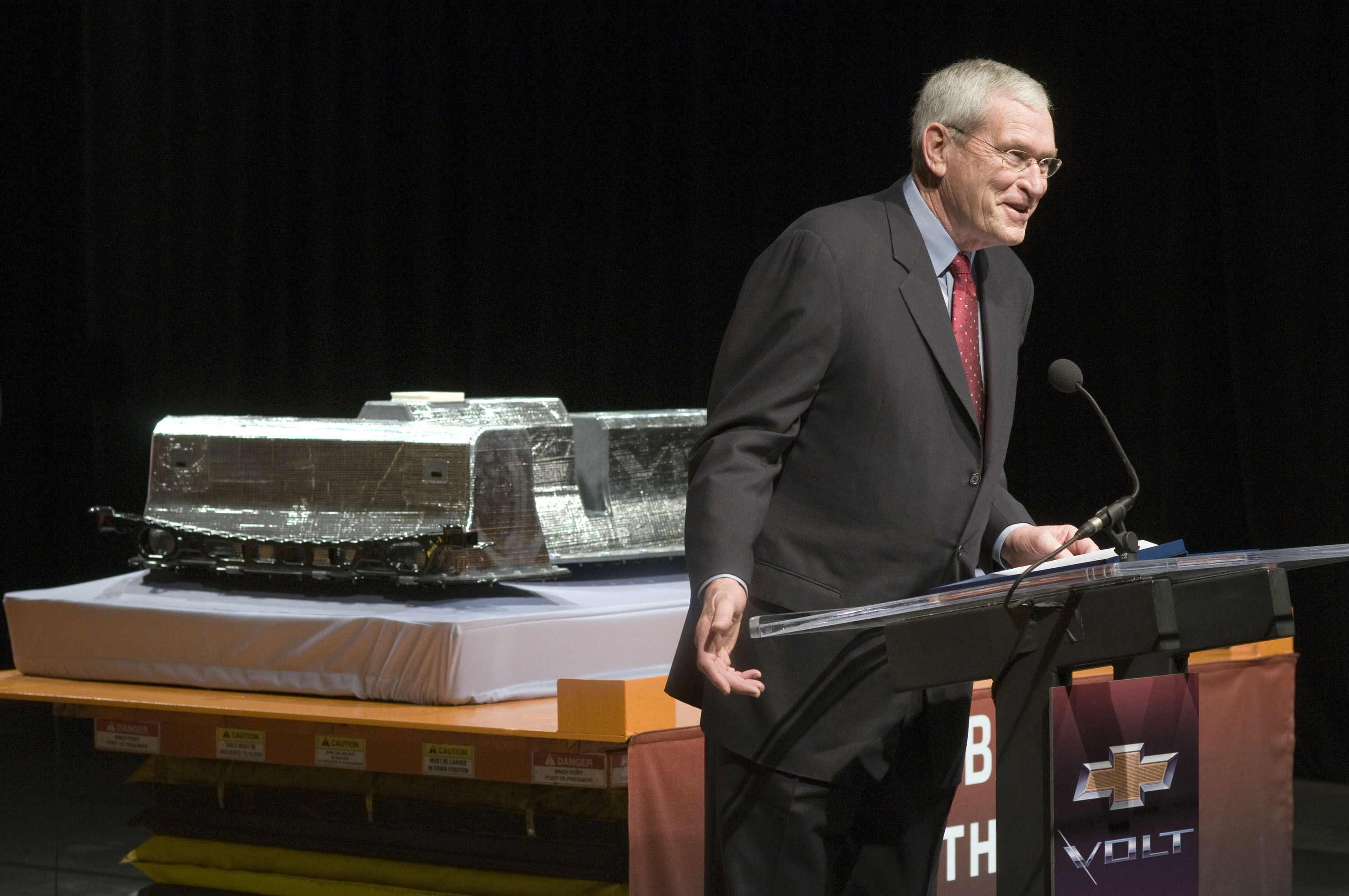
Edward Whitacre, Junior

Edward E. "Ed" Whitacre, Junior (* 4. November 1941 in Ennis, Texas)  war vom 1. Dezember 2009 bis zum 1. September 2010 Chief Executive Officer (CEO) von General Motors. Von Juni 2009 bis Ende 2010 war er Präsident des Verwaltungsrats. Zuvor war er CEO bei AT&T. Von 1998 bis 2000 war er Präsident der Boy Scouts of America.

## Leben
Whitacres Karriere begann 1963 bei Southwestern Bell, 1988 wurde er Präsident der Regional Bell Operating Company.
Als Vorstandsvorsitzender von AT&T, dem Nachfolgeunternehmen der von  Alexander Graham Bell gegründeten Bell Telephone Company, trat Whitacre zurück, wofür er eine Abfindung von 158 Millionen US-Dollar erhielt. Im Jahr 2009 wurde er nach dem Rücktritt von Frederick Henderson Vorstandsvorsitzender von General Motors; 2011 folgte ihm Daniel Akerson in diesem Amt.

## Auszeichnungen
Whitacre wurde 2023 von der Wireless History Foundation als Pionier der drahtlosen Kommunikation ausgezeichnet und in deren Hall of Fame aufgenommen.

## Sonstiges
- Whitacre hat keinen Computer in seinem Büro und benutzt keine E-Mail.[3]